# Tjeckiskt öl
Tjeckiskt öl har en lång historia. Bryggerinäring finns belagd i nuvarande Tjeckien redan under 900-talet, och på 1200-talet hade bryggerier etablerats på flera håll, däribland Prag, Brno, Plzeň och České Budějovice. Redan under 1000-talet odlade man också humle i landet. Tjeckien har idag världens högsta ölkonsumtion per capita.
Tjeckiskt underjäst öl bryggs traditionellt i två olika varianter, kallade "10 grader" och "12 grader". Graderna hänsyftar på stamvörtsstyrkan, men det tiogradiga ölet är också alkoholsvagare än det tolvgradiga. Numera gör de flesta bryggerier också andra varianter, till exempel "elvor" och mörka öltyper som vanligtvis har från tretton grader och uppåt. Etiketterna på flaskorna anger vanligtvis gradantalet tydligt, medan alkoholstyrkan bara nämns i innehållsförteckningen. Vissa bryggerier har också olika namn på sina "tior" och "tolvor"; till exempel är Gambrinus och Pilsner Urquell båda från Plzensky Prazdroj, men det förra är ett tio graders öl, medan det senare är ett tolv graders.

## Pilsner
Pilsner var ursprungligen enbart det öl som bryggdes i Plzeň (under namnet Pilsner Urquell), men ordet är idag ett generiskt namn för en ljus öltyp med karakteristisk beska. Den första pilsnerölen bryggdes i Plzeň 1842 av bryggmästaren Josef Groll, som ursprungligen kom från Bayern, men som hade anställts av bryggeriet Plzensky Prazdroj för att förbättra kvaliteten på ölet.

## Tjeckiskt öl idag
Det finns ännu idag ett stort antal bryggerier i Tjeckien. Ett flertal har köpts upp av internationella bryggerijättar, medan ett antal mindre bryggerier har behållit sin självständighet. Delvis på grund av kommunismen är industrin tämligen ålderdomlig, vilket också lär[källa behövs] ha bidragit till ölet speciella smak. Ölet är naturligtvis[källa behövs] också ett av landets mest betydelsefulla exportprodukter.
Några tjeckiska bryggerier är:
- Budweiser Budvar
- Pilsner Urquell
- Primator
- Plzensky prazdroj
- Staropramen
- Bernard
- Rohozec
- Litovel
- Zubr
- Holba
- Svijany
- Lobkowicz
- Starobrno
- Krakonoš
- Krušovice
- Březńák
- Rebel
- Cernovar
- Prazacka
- Bohemia Regent
- Gambrinus
- Baron trenck